# 哈特福德鎮區 (愛荷華州愛荷華縣)
哈特福德鎮區（英語：Hartford Township）是位於美國愛荷華州愛荷華縣的一個行政鎮區。

## 地方資料
根據2010年美國人口普查的數據，哈特福德鎮區的面積為94.25平方千米，當中陸地面積為94.25平方千米，而水域面積為0.00平方千米。當地共有人口1294人，而人口密度為每平方千米13.73人。